# Philippe Leclerc de Hauteclocque
Philippe Leclerc de Hautecloque, nacido Philippe François Marie, conde de Hauteclocque (Belloy-Saint-Léonard, 22 de noviembre de 1902-proximidades de Colomb-Béchar, Argelia, 28 de noviembre de 1947), fue un militar francés, líder del ejército de las fuerzas de la Francia Libre durante la Segunda Guerra Mundial. Fue miembro de la resistencia y con el grado de general, comandó las tropas que entraron a la vanguardia de los aliados en París y Estrasburgo en 1944, adentrándose en el sur de Alemania hasta el Nido del Águila, el cuartel de Adolfo Hitler en Berchtesgaden.
Participó como representante de la República en la ceremonia de capitulación del Imperio Japonés a bordo del USS Missouri en Tokio, el 2 de septiembre de 1945. Enviado a Indochina en 1946, donde restableció la soberanía francesa, se reunió con Hồ Chí Minh y abogó por la resolución política del conflicto que oponía a la potencia colonizadora con los nacionalistas y que más tarde degeneraría en la guerra de Indochina.
Murió como consecuencia de un accidente aéreo en Argelia, siendo inhumado en el Palacio Nacional de los Inválidos de París y ascendido al grado de mariscal a título póstumo en 1952.
En París se encuentra el museo Mémorial du Maréchal Leclerc de Hauteclocque et de la Libération, y numerosas ciudades francesas cuentan con monumentos dedicados a su memoria.

## Biografía

### Orígenes
De familia aristocrática, Leclerc se graduó en la Escuela Militar Especial de Saint-Cyr en 1922 con el grado de teniente de Caballería y ocupó sus primeros destinos en Tréveris, en la cuenca del Ruhr alemán, entonces bajo ocupación militar francesa, y posteriormente en el 8.º regimiento de spahis argelinos, en Marruecos. A su regreso ingresó en la École de Guerre y fue promovido al grado de capitán en 1939 tras ser condecorado con la Legión de Honor.

### Segunda Guerra Mundial: Batalla de Francia
Durante la batalla de Francia, De Hauteclocque se encontraba sirviendo en el Estado Mayor de la 4.ª división de infantería, siendo hecho prisionero por los alemanes a finales de mayo, pero logró evadirse y alcanzar nuevamente las líneas francesas. En junio de 1940 Leclerc forma parte de las fuerzas que se internaron en la región de Champaña, a la órdenes del general Alphonse Juin, en una misión de contraataque en la que se enfrentaron en las proximidades del río Aurbe con las unidades blindadas del 6.º ejército del general Walther von Reichenau, siendo herido el 15 de junio en la cabeza durante la batalla y nuevamente capturado. Sin embargo, el 17 de junio Leclerc logró evadirse y, tras pasar por España y Portugal, se embarcó con destino a Londres donde el 25 de julio se presentó ante el general De Gaulle, quien le nombró Jefe de Escuadrón (grado equivalente, en la caballería francesa, al de Commandant del resto de las armas y al de Mayor en otros ejércitos). Es después de la derrota francesa cuando adoptó su nombre de guerra, Leclerc, para evitar represalias de los alemanes contra los miembros de su familia que permanecían en el país.

### Francia Libre: juramento de Koufra
En agosto de 1940 Leclerc es enviado por De Gaulle al Camerún con la misión de incorporar los territorios africanos bajo control del gobierno de Vichy de Philippe Pétain a la causa aliada. Tras lograr con éxito la adhesión de Camerún y Gabón en noviembre de 1940 es designado al frente de las fuerzas en el Chad, desde donde partió el 25 de enero de 1941 junto con la columna Leclerc hacia una travesía de 650 km en el desierto para atacar el fuerte de Kufra controlado por los fascistas italianos que consiguió conquistar el 1 de marzo. El día 2 de marzo de 1941, Leclerc pronuncia el celebrado juramento de Koufra por el que se designó el objetivo final de la causa de la resistencia:

...Juramos no abandonar las armas hasta que nuestros colores, nuestros bellos colores, floten sobre la Catedral de Estrasburgo.
Jurons de ne déposer les armes que lorsque nos couleurs, nos belles couleurs, flotteront sur la Cathédrale de Strasbourg.

Nombrado general en agosto de 1941, Leclerc prosiguió una campaña de acoso contra los italianos en el sector de Fezzan mientras el Afrika Korps alemán comandado por Erwin Rommel se enfrentaba en Egipto con los británicos del 8.º Ejército de Bernard Montgomery. Las campañas de Leclerc y su Force L tuvieron un gran éxito al permitir con la toma de Fezzan abrir una brecha en las líneas enemigas que llevaron a la entrada francesa en Trípoli el 24 de enero de 1943, establecieron conexión con los británicos. Integrado en la fuerza de Montgomery, prosiguieron el avance hacia Túnez, entrando en Kairuán el 12 de abril de 1943 y desfilando por la capital el 8 de mayo de 1943. Leclerc fue presentado al rey Jorge VI y sus fuerzas se constituyeron a partir del 15 de mayo en la 2.ª división blindada francesa libre, origen de la popularmente conocida como la 2e DB o Division Blindée.

### La marcha de la 2.ª DB: liberación de París

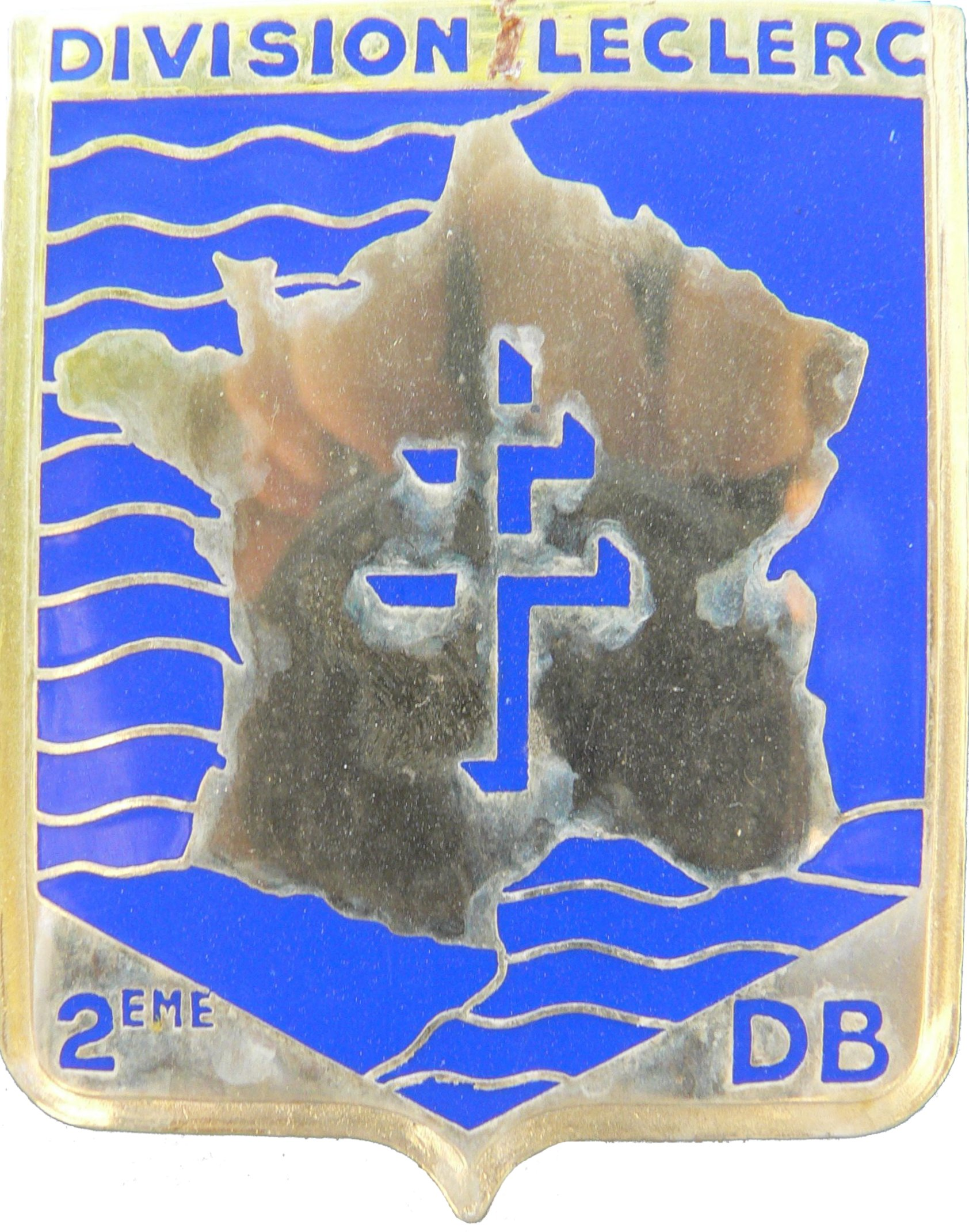
Emblema de la 2ème D.B., unidad de combate liderada por Leclerc

Tras el periodo de consolidación de la 2.ª DB en Marruecos, Leclerc es enviado en abril de 1944 a Inglaterra uniéndose a la fuerza aliada en preparación del desembarco de Normandía. Bajo las órdenes del III cuerpo de ejército del general estadounidense George Patton, la 2.ª DB desembarca en el sector de Saint-Martin-de-Varreville de la playa de Utah Beach el 1 de agosto de 1944 y participa en los combates de la bolsa de Falaise tras el inicio de la operación Cobra, en torno a las ciudades de Alençon, primera ciudad francesa liberada por Leclerc el 12 de agosto de 1944, y Argentan donde la 2.ª DB debía servir de puente entre los canadienses y las fuerzas de Patton, con el objetivo de dirigirse después hacia Le Mans. Sin embargo, el impulso francés fue frenado por contraataques de unidades panzer alemanas y aunque lograron penetrar en Argentan, el consiguiente desorden creado provocó la decisión de los generales Omar Bradley y Montgomery de frenar el avance. Para entonces, el objetivo estratégico y político de la liberación de París por fuerzas francesas, aprovechando la rebelión de los resistentes dentro de la capital y las dudas del gobernador alemán Dietrich von Choltitz, hubo ganado la consideración de De Gaulle y Eisenhower que dieron la luz verde para que Leclerc se retirase de Normandía y avanzara sobre París.
Las unidades de Leclerc, entre las que se encontraban numerosos combatientes republicanos españoles al mando de Raymond Dronne y encabezadas por Amado Granell entraron por la Porte d'Italie el 25 de agosto de 1944 tras una marcha en la que se perdieron más de un centenar de vehículos y 35 carros de combate, para presentarse en el cuartel de Choltitz de quien recibieron la rendición de la plaza, evitando tras la negociación los planes de Hitler de destruir los principales edificios de París.

### El objetivo de Koufra: liberación de Estrasburgo
A principios de septiembre de 1944, Leclerc toma posiciones en el frente de los Vosgos para lanzar el asalto sobre los ocupantes en las regiones simbólicas de Lorena y Alsacia. El 13 de noviembre de 1944, la 44 división de infantería americana inició una ofensiva en el sector norte logrando abrir una brecha en las líneas alemanas por las que penetró el XV cuerpo del ejército aliado. La 2.ª División Blindada se lanzó rápidamente hacia Estrasburgo recorriendo cien kilómetros en seis días con el apoyo de unidades motorizadas del 2.º batallón y la 324 de infantería. Saverne es liberada el día 22 de noviembre y Estrasburgo en la mañana del día 23 de noviembre, logrando incluso tomar intacto el puente de Kehl. Los alemanes a pesar de su debilitada posición, respondieron al día siguiente destruyendo el puente tras lo cual, el estado mayor americano decidió detener la ofensiva para optar por las rutas del norte. Con esta controvertida decisión, se pudo desaprovechar la oportunidad de finalizar antes la guerra en el frente occidental, ya que sólo en marzo de 1945 se lograría tomar otro puente sobre el Rin en Remagen. Al día siguiente de la entrada en Estrasburgo, el 24 de noviembre, soldados del ejército francés exploraron los sótanos del Instituto anatómico en busca de documentos descubriendo en su lugar decenas de cuerpos humanos y fragmentos sumergidos en cubas de alcohol pertenecientes a la "colección" del doctor August Hirt realizada con prisioneros asesinados en el Campo de concentración de Struthof-Natzweiler.

### Fin de la guerra: toma del Nido de las Águilas y el episodio de Bad Reichenhall
Finalizadas las operaciones en Alsacia con la reducción de la bolsa de Colmar, a finales de abril de 1945 las fuerzas de Leclerc penetraron en territorio alemán alcanzado Baviera con la misión de tomar el cuartel de Hitler llamado el Nido del Águila en Berchtesgaden.
El 6 de mayo de 1945, la 2.ª DB ocupó la villa de Bad Reichenhall donde se encontraban detenidos en un cuartel soldados SS que se habían rendido previamente a los estadounidenses. Entre ellos se encontraban 12 combatientes de origen francés que al conocer la noticia intentaron evadirse siendo finalmente rodeados por varias compañías de soldados de Leclerc y puestos bajo vigilancia. Según el testimonio de varios presentes y las fotografías tomadas Leclerc interrogó directamente a los franceses de las waffen-SS a los que reprochó de vestir el uniforme alemán, a lo que algunos de ellos replicaron por qué él mismo llevaba puesto el uniforme americano. Según estos testigos, Leclerc tomó ésta actitud por un acto de insolencia y decidió su fusilamiento sin asistencia jurídica, sentencia que se cumplió el 8 de mayo de 1945. El episodio dio lugar a una investigación en 1948 que, sin embargo, no permitió clarificar las circunstancias de los hechos y en 1949, los cuerpos exhumados fueron dispuestos en una fosa común del cementerio comunal de Bad Reichenhall.

### Misión en el Pacífico y retorno en África del Norte

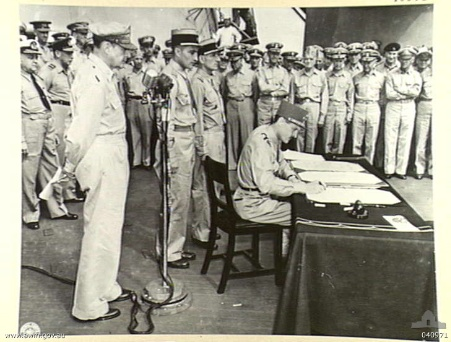
Leclerc firma en nombre de la República Francesa, el acta de capitulación de Japón a bordo del USS Missouri.

Después de la capitulación alemana, Leclerc fue nombrado comandante en jefe de las tropas francesas en el lejano oriente en lucha contra el ejército japonés partiendo de Francia el 18 de agosto de 1945. Para cuando Leclerc alcanza la región, el ejército japonés se rinde y participa como representante del Estado francés en la ceremonia de capitulación del Imperio Japonés a bordo del acorazado USS Missouri en Tokio, el 2 de septiembre de 1945. Leclerc permaneció en Saigón pacificando y retomando para la soberanía francesa el control colonial de Camboya e Indochina, tras desembarcar en Tonkín en marzo de 1946. Partidario de una política de negociación con el movimiento nacionalista de Vietnam, se entrevistó con el líder Hồ Chí Minh. Posteriormente fue designado inspector de las tropas francesas en el Norte de África en febrero de 1947. Philippe Leclerc murió el 28 de noviembre de 1947 cuando el avión en el que viajaba se estrelló cerca de Colomb-Béchar.